# Couvent cistercien d'Alcalá de Henares
Le couvent cistercien de Saint Bernard (en espagnol : Convento de las Bernardas à Alcalá de Henares est fondé en 1613 par le cardinal Bernardo de Sandoval y Rojas. Il s'agit d'un bâtiment baroque, déclaré monument architectural et artistique en 1924.1 C'est un bien d'intérêt culturel du type bâtiment avec le code RI-51-0000261.

#### Décrets
- (es) « Real orden, de 10 de enero de 1924, declarando Monumento arquitectónico-artístico al templo y convento de monjas Bernardas, sito en Alcalá de Henares », Gaceta de Madrid, no 13,‎ 1924, p. 211-212 (lire en ligne, consulté le 5 janvier 2024).
- (es) « Orden por la que se aprueba el proyecto de obras de reparación de la bóveda en el Convento de Religiosas Recoletas Bernardas de Alcalá de Henares (Madrid) », Boletin Oficial del Estalo, no 355,‎ 1941, p. 10001 (lire en ligne, consulté le 5 janvier 2024).
- (es) « Orden de 9 de octubre de 1950 por la que se aprueba el proyecto de obras en el Convento de Religiosas Bernardas de Alcalá de Henares (Madrid) », Boletin Oficial del Estalo, no 300,‎ 1950, p. 5014 (lire en ligne, consulté le 5 janvier 2024).
- (es) « Orden de 31 de octubre de 1960 por la que se aprueba un proyecto de obras en el convento Religiosas Bernardas, de Alcalá de Henares (Madrid) », Boletin Oficial del Estalo, no 37,‎ 1961, p. 2288 (lire en ligne, consulté le 5 janvier 2024).
- (es) « Orden de 14 de septiembre de 1961 por la que se aprueba un proyecto de obras en el Convento de Religiosas Bernardas de Alcalá de Henares (Madrid) », Boletin Oficial del Estalo, no 27,‎ 1962, p. 1548 (lire en ligne, consulté le 5 janvier 2024).
- (es) « La nueva vida de la Casa de la Demandadera », Diario de Alcalá de Henares,‎ 2013 (lire en ligne, consulté le 5 janvier 2024).